# Desmoclystia falsidica
Desmoclystia falsidica är en fjärilsart som beskrevs av W. Warren 1903. Desmoclystia falsidica ingår i släktet Desmoclystia och familjen mätare. Inga underarter finns listade i Catalogue of Life.